# Stade Ernst-Happel
Le stade Ernst-Happel (; anciennement stade du Prater), situé à Vienne dans le parc du Prater, est le plus grand stade autrichien. C'est dans ce stade que se sont joués plusieurs matchs de la phase finale de l'Euro 2008, notamment la finale. Il a une capacité de 53 008 places assises.
L'aéroport Wien-Schwechat se trouve à une vingtaine de kilomètres du stade, et les deux sont reliés par une ligne de Schnellbahn. Le trajet, direct, dure environ 30 minutes de l'aéroport au stade, en voiture ou en train.
Le stade est situé au cœur de la ville, au sein du parc du Prater, et desservi par le bus, le tram et, depuis 2007, par la ligne de métro U2.
Bruce Springsteen y donna un concert le 25 juin 2003 dans le cadre de sa tournée le Rising Tour devant plus de 60 000 personnes

## Histoire

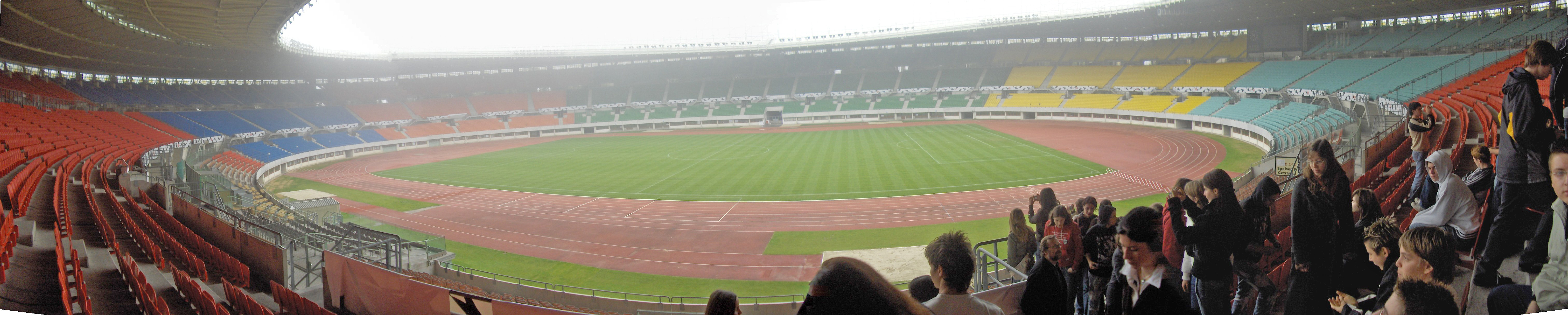
Ernst-Happl-Stadion

Alors que le premier club autrichien fut fondé en 1892 par des Anglais, et prendra par la suite le nom de Austria, Vienne ne disposait pas de véritable stade. 
Le stade Ernst Happel fut finalement construit après longue réflexion, sur le terrain du parc du Prater, alors que des terrains situés à Coblenz, dans le parc Augarten, sur les hauteurs de la Hohe Warte étaient également pressentis.
La pose de la première pierre fut accomplie en 1928, et le stade inauguré le 11 juillet 1931. Une piscine ainsi qu'une piste de course cyclistes furent construits en même temps.
Le stade fut agrandi dans les années d'après-guerre, pour accueillir 60 000 spectateurs, puis 90 000 en 1959. Par la suite, le nombre de places debout fut réduit au profit des places assises, pour atteindre la capacité actuelle. Rénové en 1985, le stade est désormais couvert.
Le stade prit le nom de Ernst Happel (1925-1992), footballeur de légende du club viennois Rapid, puis entraineur de différents clubs de football européens, et enfin de l'équipe nationale autrichienne.
Le stade accueille désormais principalement des matches du championnat autrichien, quelques matchs européens, mais également des rencontres d'athlétisme, des courses cyclistes, ainsi que quelques concerts de stars mondiales de la scène musicale rock et pop.

## Événements

### Finales accueillies
| Année | Compétition | Vainqueur         | Finaliste        | Score |
| 1964  | C1          | Inter Milan       | Real Madrid      | 3-1   |
| 1970  | C2          | Manchester City   | Górnik Zabrze    | 2-1   |
| 1987  | C1          | FC Porto          | Bayern de Munich | 2-1   |
| 1990  | C1          | Milan AC          | Benfica Lisbonne | 1-0   |
| 1994  | C3 aller    | Austria Salzbourg | Inter Milan      | 0-1   |
| 1995  | C1          | Ajax Amsterdam    | Milan AC         | 1-0   |
| 2008  | Euro        | Espagne           | Allemagne        | 1-0   |

### Matches de l'Euro 2008
| Date         | Heure (UTC+1) | Equipe n°1 | Score                | Equipe n°2 | Tour             | Spectateurs |
| ------------ | ------------- | ---------- | -------------------- | ---------- | ---------------- | ----------- |
| 8 juin 2008  | 18h00         | Autriche   | 0 – 1                | Croatie    | Groupe B         | 51 428      |
| 12 juin 2008 | 20h45         | Autriche   | 1 – 1                | Pologne    | Groupe B         | 51 428      |
| 16 juin 2008 | 20h45         | Autriche   | 0 – 1                | Allemagne  | Groupe B         | 51 428      |
| 20 juin 2008 | 20h45         | Croatie    | 1 – 1 ap (1 – 3 TAB) | Turquie    | Quarts de finale | 51 428      |
| 22 juin 2008 | 20h45         | Espagne    | 0 – 0 ap (4 – 2 TAB) | Italie     | Quarts de finale | 48 000      |
| 26 juin 2008 | 20h45         | Russie     | 0 – 3                | Espagne    | Demi-finales     | 51 428      |
| 29 juin 2008 | 20h45         | Allemagne  | 0 – 1                | Espagne    | Finale           | 52 146      |

## Autres sports
L'enceinte a accueilli d'autres rencontres et événements sportifs. Ainsi, en 1950, 35 000 spectateurs assistent au combat de boxe entre l'Autrichien Josef Weidinger et le Français Stefan Olek qui s'affrontent pour le titre européen des poids lourds. En 1995, une piscine provisoire est installée sur la pelouse du stade pour accueillir les compétitions en bassin des Championnats d'Europe de natation.